# フランソワ・コリ
フランソワ・コリ（François Coli, 1881年6月5日 - 1927年5月8日（推定））は、フランスのパイロット・航空士。大西洋横断飛行で行方不明となったシャルル・ナンジェッセ操縦の「白鳥号」のパートナーとして知られる。

## 経歴

### 第一次世界大戦まで
マルセイユのコルシカ人船乗りの一家に生まれたコリは商船の船長になり、結婚して3人の娘をもうけた。第一次世界大戦が起こるとフランス海軍に入隊したが、伝えられるところでは軍艦の艦長にポストがなかったために幻滅を感じ、陸軍に兵卒として入隊したという。しかしその年齢と経験とによって1915年には士官となり、その夏には大尉に昇進した。複数の傷を負ったコリは歩兵連隊での勤務に不適であると宣言されて航空部隊に移され、その後1916年3月にはパイロットの名誉辞令を獲得した。その年遅くには第62飛行小隊に加わり、1917年2月に同隊の指揮官となった。
コリ大尉は1918年3月に事故で右目を失ったが、その後も「雄鶏飛行小隊（'Escadrille des Coqs'）」の隊長でありつづけた。彼は、卓越した航空士および指揮官としての評判を得た後、その年の8月に「雄鶏」を去った。

### 第一次世界大戦後

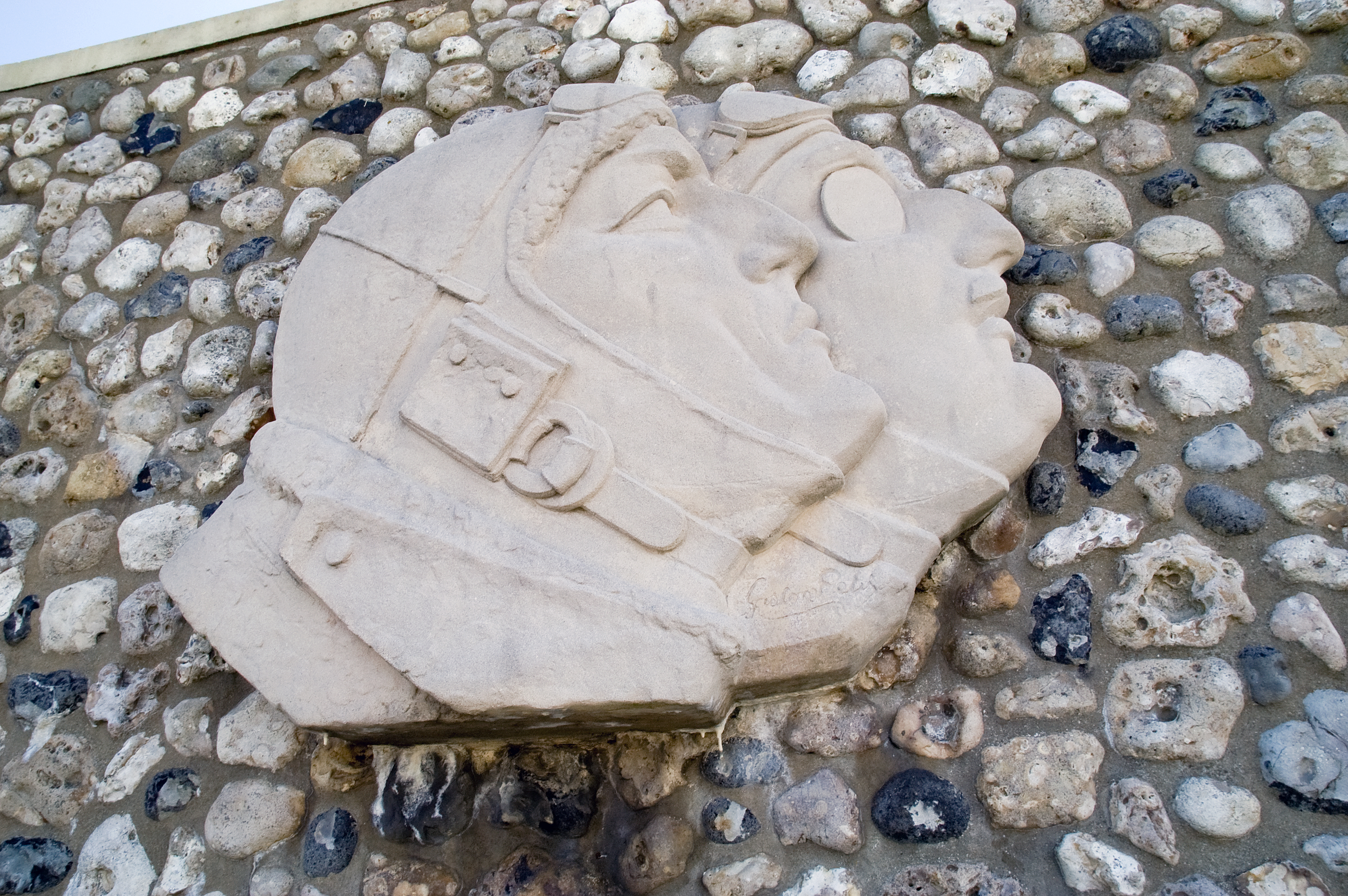
エトルタにあるコリ（右）とナンジェッセのレリーフ

戦後、コリは一連の長距離記録飛行に挑んだ。1919年1月26日、アンリ・ロジェ中尉とともに初めての地中海往復飛行を成し遂げた。その飛行はまた5時間・735 kmという長距離海上飛行記録も打ち立てた。
5月24日には再びロジェとともにパリからポルト・リョーテ（モロッコ）への2,200 kmの長距離飛行記録を作った。彼はこの飛行の最後に事故で負傷した。
翌1920年にはジョセフ・サディ＝ルコニトとともに地中海を周回する更なる長距離飛行を行った。
1923年に、コリは戦友で撃墜王のポール・タラスコンと一緒に無着陸大西洋横断飛行を計画し始めた。1925年には、彼らはパリ・ニューヨーク間の最初の飛行に与えられる賞金25,000ドルのオルティーグ賞に興味を持つようになった。しかし1926年末の事故によって彼らのポテーズ 25複葉機は破壊され、タラスコンもひどい火傷を負った。新しい飛行機が求められ、またタラスコンもシャルル・ナンジェッセにそのパイロットとしての役割を明け渡した。「白鳥号」と名づけられた海軍機ルバッスールP.L.8は、1927年5月8日から9日にかけて、大西洋上で消息を絶った。

## 参考資料
- 第62飛行小隊（Escadrille 62.）  https://archive.is/20121225094823/albindenis.free.fr/dossiers/page2.html
- International Group for Historic Aircraft Recovery.  http://www.tighar.org/TTracks/1987Vol_3/0301.pdf
- "Mystery of the White Bird"